# Love Alert
Love Alert (en hangul, 설렘주의보; romanización revisada, Seollemjueuibo), conocida en español como Alerta de amor, es una serie de televisión surcoreana emitida por MBN desde el 31 de octubre hasta el 20 de diciembre de 2017, protagonizada por Yoon Eun-hye y Chun Jung-myung.

## Sinopsis
La serie trata sobre un médico célibe llamado Cha Woo-hyun (Chun Jung-myung) que se involucra en un escándalo con la actriz Yoon Yoo-jung (Yoon Eun-hye) por razones inexplicables. Los dos firman un contrato en el que tienen que fingir estar enamorados para lograr sus objetivos comunes.

## Reparto

### Personajes principales
- Yoon Eun-hye como Yoon Yoo-jung.[4]
- Chun Jung-myung como Cha Woo-hyun.[5]
- Han Go-eun como Han Chae-kyung.[6]
- Joo Woo-jae como Sung Hoon.[7][8][9]

### Personajes secundarios
- P.O como Yoon Yoo-joon.[10]
- Lee Hye-ran como Joo Min-ah[10]
- Kang Seo-yeon como Kang Hye-joo.
- Kim Byung-ki como Cha Tae-soo.
- Oh Mi-hee como Ko Kyung-eun.
- Choi Cheol-ho como An Jung-seok.
- Kim Ye-ryeong como Na Hwa-jung.
- Choi Jung-won como Hwang Jae-min.
- Jeong Gyu-su como Yoon Cheol-seo.